# Scoutsgroet

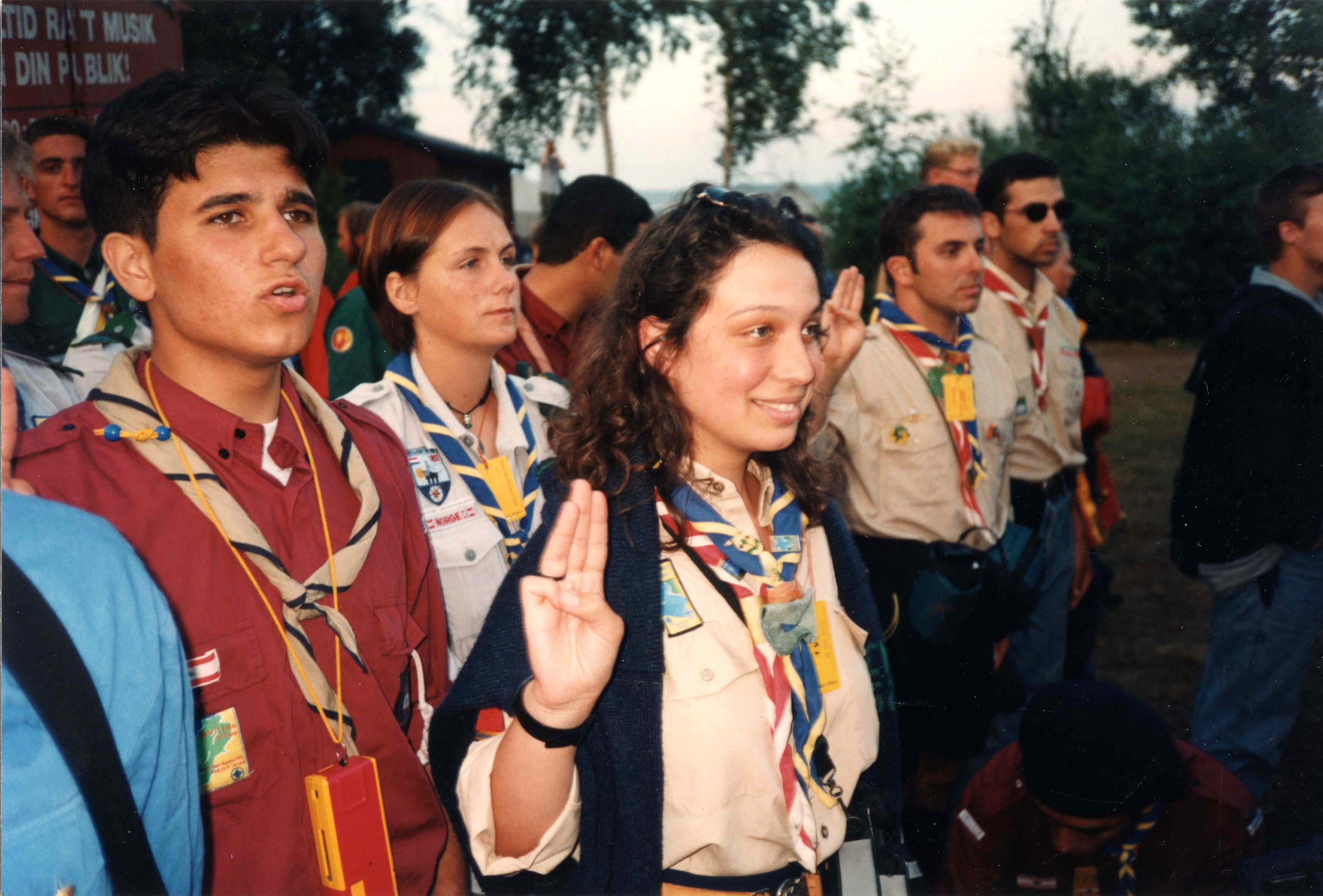
De scoutsgroet.

De scoutsgroet is de manier van groeten of het traditionele saluut dat door leden van de scoutingbeweging gebruikt wordt.
Het traditionele saluut bestaat eruit om van de rechterhand de pink met de duim vast te pakken, andere vingers recht omhoog en vervolgens de wijsvinger tegen de rechter wenkbrauw te plaatsen. Bij Scouting Nederland is dit saluut al jaren niet meer in gebruik. Gebruikelijker is de groet die oorspronkelijk het geheimsaluut of verkenners-saluut werd genoemd (zie afbeelding). Bij de welpen worden twee vingers opgestoken in plaats van drie, dit zijn de gespitste oren van een wolf. Bij de bevers worden er met twee vingers de zogenaamde "bevertandjes" gevormd.
Over de betekenis van dit gebaar bestaan verschillende theorieën. Eén ervan is dat de duim over de pink brengen betekent dat de grote kinderen de kleine moeten beschermen. Een andere theorie is dat het de drie aspecten van de oorspronkelijke belofte uit 1907 moet voorstellen:
1. God en de Koning eren;
2. anderen helpen;
3. je te houden aan de wet.

Er wordt gesalueerd bij ceremonies zoals het hijsen en strijken van de vlag of bij het installeren van nieuwe leden.